# 아브라함 왈드

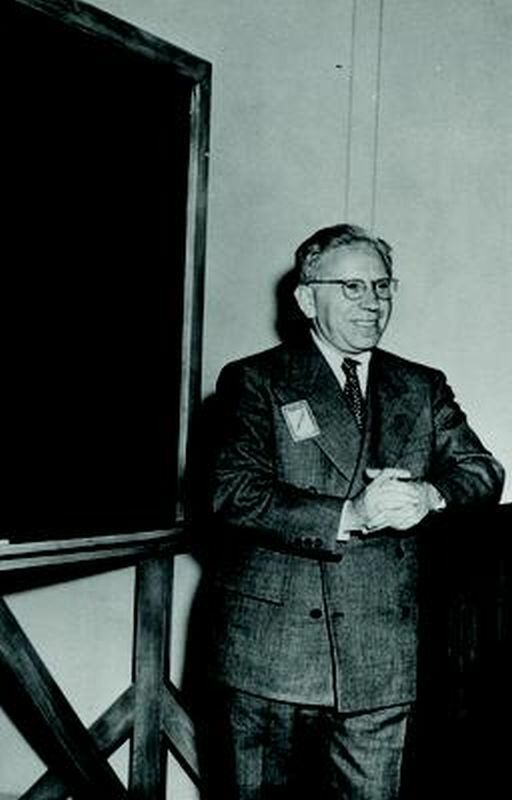

아브라함 왈드(Abraham Wald, /wɔːld/; 헝가리어: Wald Ábrahám, 이디시어: אברים וואַלד, 1902년 10월 31일 – 1950년 12월 13일)는 유대계 헝가리인 수학자였으며, 결정 이론, 기하학, 계량경제학에 기여하고 순차 분석 분야를 창시했다. 그의 잘 알려진 통계 작업 중 하나는 제2차 세계 대전 중에 폭격기의 손상을 최소화하는 방법에 대해 작성되었으며 계산에서 생존 편향을 고려했다. 컬럼비아 대학교에서 연구 경력을 쌓았다. 그는 랍비 모셰 슈무엘 글라스너(Moshe Shmuel Glasner)의 손자였다.